# Jang Čung-ťien
Jang Čung-ťien (čínsky pchin-jinem Yang Zhongjian, znaky 杨钟健, 1. června 1897, okres Chua-čou – 15. ledna 1979, Peking), v angličtině známý i jako C. C. (Chung Chien) Young, byl jedním z předních čínských paleontologů. Je nazýván otcem čínské paleontologie obratlovců.

## Život
Vystudoval geologii na Pekingské univerzitě v roce 1923; roku 1927 obdržel rovněž doktorát z univerzity v Mnichově. Významně pomohl při založení Institutu paleontologie a paleoantropologie obratlovců v Pekingu. Byl jeho ředitelem, stejně jako ředitelem Pekingského Muzea přírodní historie. Dohlížel na vykopávky dinosaurů od roku 1933 do sedmdesátých let; mezi největší úspěchy jeho týmu patří nálezy druhů jako Lufengosaurus, Yunnanosaurus, Tsintaosaurus, Mamenchisaurus a Chialingosaurus (který byl vůbec prvním „čínským“ stegosauridem). Roku 2017 byl na jeho počest pojmenován čínský opeřený dinosaurus Zhongjianosaurus.
Je pohřben po boku svých slavných kolegů Pchej Wen-čunga a Ťia Lan-pchoa v Čou-kchou-tienu.